# سگ‌هراسی

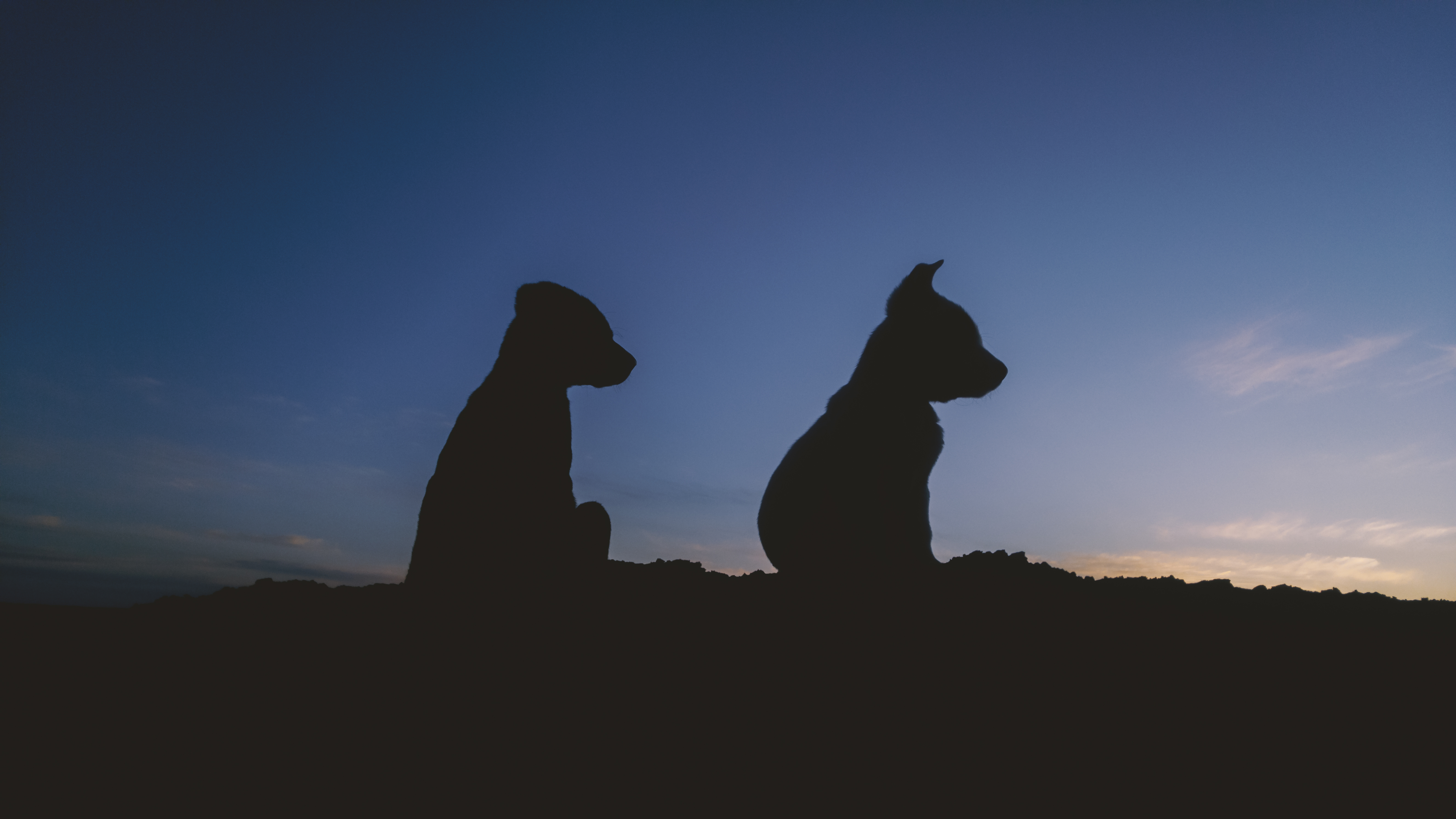
سگ هراسی از رده هراس‌های ویژه طبقه‌بندی می‌شود

سگ‌هراسی یا سینوفوبیا (به انگلیسی: Cynophobia) به ترس غیر منطقی از سگ می‌گویند. سگ‌هراسی در ردهٔ هراس‌های ویژه و در زیرردهٔ حیوان‌هراسی طبقه‌بندی می‌شود. تیموتی او. رتنز از دانشگاه تگزاس در آستین می‌گوید ترس از حیوانات در ردهٔ ترس‌های ویژه است و ۳۶ درصد از بیماران حیوان‌هراسی از سگ و گربه می‌ترسند. گرچه هراس از مار و عنکبوت بالاترین ترس در بین بیماران است اما به دلیل فراوان بودن سگ و گربه، ترس از آن‌ها بیشتر است. در راهنمای تشخیصی و آماری اختلال‌های روانی (DSM-IV-TR) که توسط انجمن روان‌پزشکی آمریکا تهیه‌شده‌است گزارش شده که فقط ۱۲ تا ۳۰ درصد از بیمارانی که از این هراس رنج می‌برند مراحل درمانی را انجام می‌دهد.

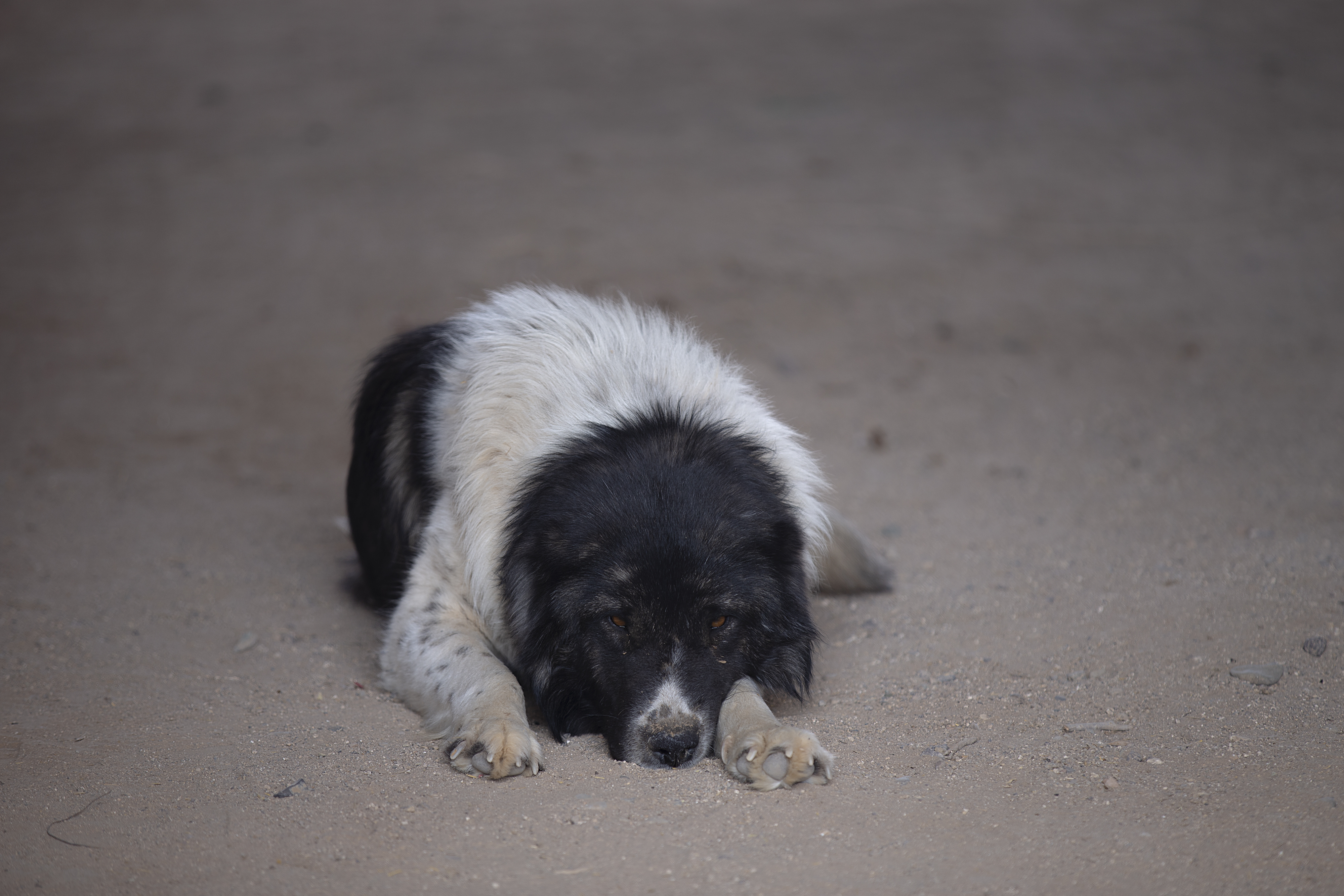
یک سگ ایرانی نگهبان، در پارک ملی کویر

برخی بررسی‌ها علت بروز این اختلال روانشناختی را عوامل ژنتیکی عنوان می‌کنند، عده‌ای دیگر بر این باورند دلیل مشخصی برای بروز انواع فوبیا وجود ندارد و گروهی هم معتقدند فوبیای والدین یا اقوام نزدیک می‌تواند به بچه‌ها منتقل شود؛ حتی اگر کودک به‌طور مستقیم با عامل ایجادکننده ترس روبه‌رو نشده باشد؛ مثلاً وقتی کودکی می‌بیند مادرش ازسگ می‌ترسد به‌طور ناخودآگاه یادمی‌گیرد که به محض دیدن و نزدیک شدن به این حیوان عکس‌العمل نشان دهد و ترسش را بروز دهد، اما کودکی که با یک حیوان خانگی بزرگ شده یا اعضای خانواده نسبت به حیوانات مهربان هستند، معمولاً ترسی از آنها ندارد به طوری که عوامل محیطی هم نمی‌توانند عامل ایجادکننده این نوع ترس‌های غیرمنطقی باشند؛ بنابراین دلایل مختلفی برای بروز سینوفوبیا پذیرفته شده‌است.
هنگامی که فرد سینوفوبیا دارد به هیچ عنوان قادر نیست در مکانی که این حیوان وجود دارد حضور پیدا کند و به‌طور کلی افراد هنگام مواجه شدن با شرایط و موقعیت‌های ترسناک دچار اضطراب، تپش قلب، رنگ‌پریدگی، تعریق بدن بخصوص کف دست‌ها، افت فشار خون و ضربان قلب، گرفتگی عضلانی و… می‌شوند.

## درمان
یکی از رایج‌ترین روش‌های درمان فوبیاهای خاص، روش درمانی رفتاری-شناختی است که طی آن یک شیوهٔ حساسیت‌زدایی به کار گرفته می‌شود. در این شیوه، فرد را با یک روش حساب‌شده و مصون در معرض موضوع یا موقعیتی که از آن ترس دارد، قرار می‌دهند که معمول‌ترین آن شیوه حساسیت‌زدایی تدریجی است؛ مثلاً فرد با کمک پزشک یا درمانگر نخست در ذهن و با کمک قوهٔ تخیل و سپس در واقعیت با عامل ترس مواجه می‌شود. به عنوان مثال از فرد می‌خواهند تا ابتدا سگ را در ذهن مجسم کند، سپس عکس‌هایی از سگ را ببیند، و سرانجام در واقعیت به یک سگ نگاه کند و او را لمس کند. البته بین این مراحل، به اندازهٔ کافی فاصله در نظر گرفته می‌شود.